# 針毛鬼蛛
針毛鬼蛛（学名：Araneus doenitzella）为金蛛科鬼蛛屬下的一个种。